# Traplice
Traplice település Csehországban, a Uherské Hradiště-i járásban. Traplice Velehrad, Jalubí, Jankovice és Kudlovice településekkel határos. Lakosainak száma 1174 fő (2024. január 1.).

## Népesség
A település lakosságának változását az alábbi diagram mutatja:
| Lakosok száma | 604  | 848  | 1037 | 1321 | 1197 | 1130 | 1138 | 1144 | 1115 | 1174 |
|               | 1869 | 1900 | 1921 | 1961 | 1980 | 2011 | 2016 | 2019 | 2021 | 2024 |